# 古典考古学
古典考古学（Classical archaeology）是对古希腊和古罗马地中海文明的考古调查。19世纪考古学家如海因里希·施利曼等被吸引去研究他们在拉丁文和希腊文中读到的社会。许多大学和外国在该地区保留了挖掘计划和学校，显示出该地区考古学的持久吸引力。

## 定义
最严格、最传统意义上的“古典考古学”仅适用于研究古典雅典文化以及罗马共和国和罗马帝国的文化。然而，在上个世纪的过程中，该领域已经扩大到包括对产生古希腊和罗马文明的复杂文化马赛克的讨论。对希腊感兴趣的古典考古学家经常讨论青铜时代克里特岛及其米诺斯文明。他们还讨论了希腊和几何时期，以及偶尔讨论与希腊有关的新石器时代。即使在古典时期，说希腊有一种真正的文化也是完全不真实的——存在大量的区域差异，而希腊考古学的大部分研究都在于检查这些区域差异。希腊考古学也涵盖了希腊化时期，经常迫使古典考古学家研究希腊影响存在于亚历山大大帝帝国的所有地区，包括中东和埃及的大部分地区。
对罗马文明感兴趣的古典考古学家讨论了伊特鲁里亚人和其他早期文化对意大利半岛的影响。他们还根据地区差异讨论了罗马共和国和帝国内存在的亚文化，任何关于后期帝国的讨论都需要至少部分地进入拜占庭帝国。